# Callixalus pictus
Callixalus pictus е вид жаба от семейство Hyperoliidae. Видът е уязвим и сериозно застрашен от изчезване.

## Разпространение
Разпространен е в Демократична република Конго.

## Описание
Популацията на вида е намаляваща.